# 横浜カントリークラブ

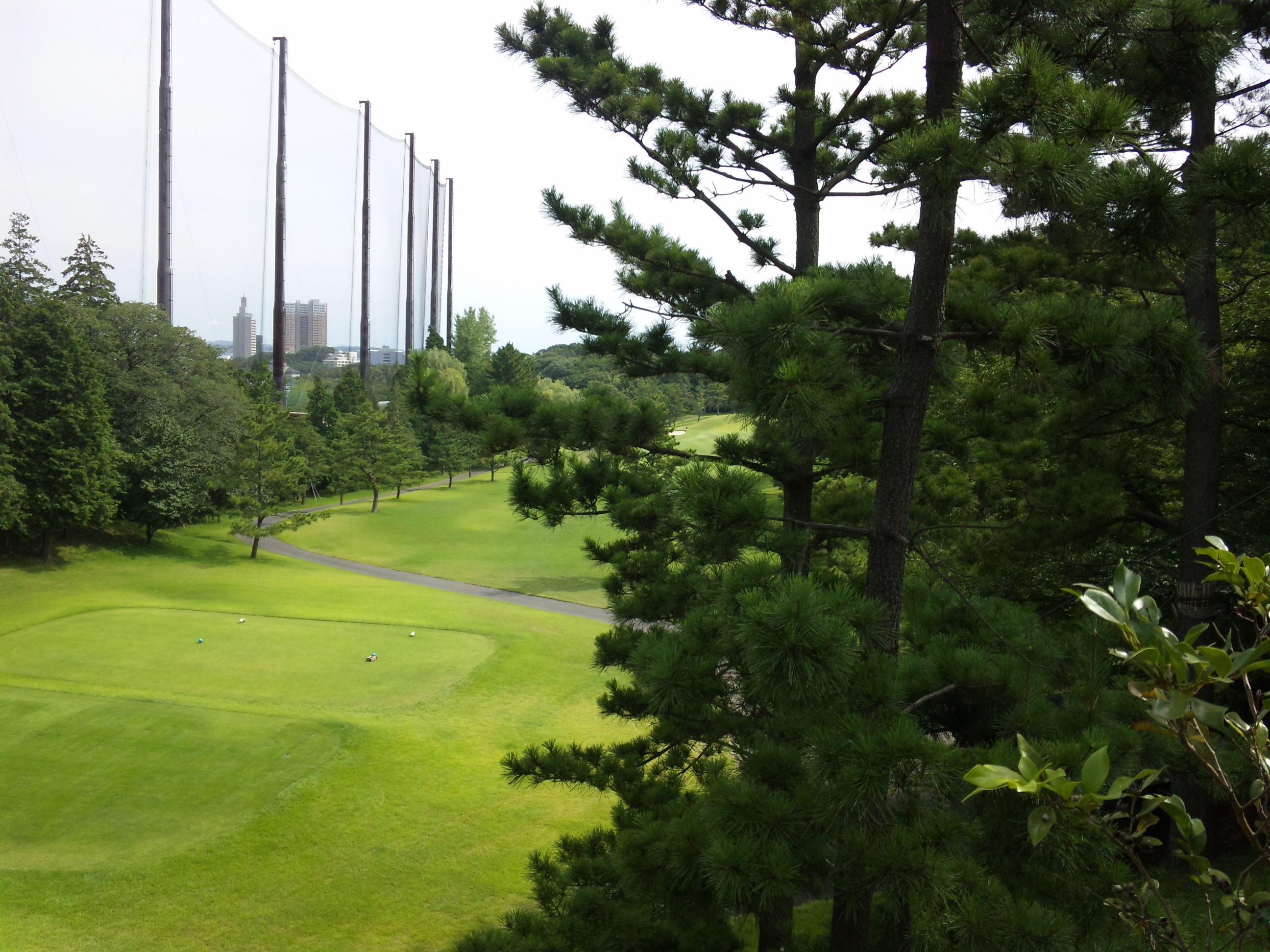
東コース 遠方には東戸塚駅周辺の高層ビル群が見える

横浜カントリークラブ（よこはまカントリークラブ）は、神奈川県横浜市保土ケ谷区にあるプライベート・ゴルフ場。  

## 概要
日本オープンゴルフ選手権競技をはじめ、日本ゴルフ協会(JGA)・関東ゴルフ連盟(KGA)の公式競技が多数開催された36ホールのメンバー制プライベート・ゴルフ場である。本ゴルフ場内にはJGA・KGA傘下の神奈川県ゴルフ連盟の本部もある。コース設計は相山武夫。クラブハウス設計は日本近代建築の大家・谷口吉郎の設計。施工は大成建設。
自然の地形を生かした戦略設計型の36ホール。東コース、西コース、トーナメントコースという3つのルーティングを持つ。2015-2016年には、世界的に著名なゴルフ設計事務所クーア&クレンショーの手により、西コースおよび東コースの一部において新設コース並みの大改修が2年間に亘り施され、従来の東コース、西コースに加え、新たにトーナメント専用東西コンポジットルーティングが設計された。東コースはベント1グリーン・電磁乗用カート・キャディ付、西コースについてはベント1グリーン・キャディ付。
西コースでは、1978年に第43回日本オープンゴルフ選手権競技、2012年に第45回日本女子オープンゴルフ選手権競技、2018年に第83回日本オープンゴルフ選手権競技が開催された。
JR東戸塚駅西口至近の33万坪敷地内にゴルフ場のほか、外部向けゴルフ練習場、テニスクラブ、サッカーグラウンドを運営している。
アクセスは自動車利用の場合、都心から20～40分、横浜市内主要部から20分、JR東戸塚駅から5分。

## 沿革
1958年当時の横浜市保土ケ谷区は芝の一大生産地であった。そこに目を付けたのが東京都大田区で石油製品製造メーカーと六郷ゴルフ倶楽部を経営していた相山武夫である。
当時、六郷ゴルフ倶楽部は台風シーズンになるとゴルフコース復旧のための芝を保土ケ谷区今井町の生産者から直接調達しており、このため、度々当地を訪れていた相山はこの緑豊かな丘陵地にゴルフコースとしての適性を見い出してコースの建設を決意した。そして1958年夏、用地取得を開始した。1958年11月、横浜カントリークラブの経営会社横浜国際ゴルフ倶楽部を設立し、1959年6月になると造成に着手した。コース基本設計は相山自身が行い竹村秀夫が協力、同年9月には初代クラブハウスの建設を開始した。その後1960年8月10日に当初9ホールで開場、1961年には9ホールを追加し東コースが完成、1963年になると新たに西コース9ホールを追加、さらに1964年、西コースに9ホールを追加して西コースが完成し、東西36ホールを擁する現在の姿になった。
その後、現在に至るまで、コースの戦略性向上を目的とし、数度の大規模改修が行われている（西コース高低差解消改修〔1988年〕、開場40周年の東コースベント1グリーン化改修〔2000年、設計者：佐藤謙太郎〕、同50周年の東アウトコース全域の高低差解消改修〔2010年〕等）。また、2014年8月に米国のゴルフコース設計事務所クーア&クレンショー設計による西コース近代化改修に着手し、2016年9月にリニューアルオープンした（引用・参考：一季出版 ゴルフ特信第5996号）。
2013年、東京での2020年夏季オリンピック開催が決定し（2020年東京五輪）、2016年のリオデジャネイロオリンピックから五輪正式種目になっているゴルフ会場の候補地として同地が検討された。結局、霞ヶ関カンツリー倶楽部（埼玉県川越市）を正式会場とした上で、同クラブはそれに次ぐ第2候補になった。
なお、西コースは、2017年、英国のコース評価団体（が同年12月に発表したゴルフコース世界ランキング  において、世界92位にランクインした（同ランキング2018年度版にランクインした日本のコースは 35位 廣野GC、48位 川奈H富士C、96位 鳴尾GC の4コース）。

## コース情報
- 開場年 - 1960年 8月
- 設計者 - 相山武夫 、竹村秀夫
- レイアウト - 丘陵
- 面　積 - 1,077,715m2
- ヤーデージ - 東：Par72 6,443yd 　　　　　　西：Par71 6,938yd 　　　　　　トーナメント：Par72 7,407yd
- ホール / パー - 36H / Par144
- グリーン - 東：ベント(ドミネント/タイイ) 1 / 西：ベント(007) 1
- コースレート - 東：70.8 　　　　　　　西：73.3（男）79.9（女） 　　　　　　　トーナメント：75.2（男）82.6（女）
- スロープレート - 東：130 　　　　　　　　西：136（男）144（女） 　　　　　　　　トーナメント：138（男）151（女）
- 練習場 - 300yd / 12打席（2018年竣工予定）
- 定休日 - 火曜日
- 所在地 - 240-0035　神奈川県横浜市保土ケ谷区今井町1025
- 経営会社 - 株式会社 横浜国際ゴルフ倶楽部
- 代表者 - 代表取締役社長 相山武靖

## クラブ情報
- 理事長 - 相山武靖
- 加盟団体 - 公益財団法人日本ゴルフ協会(JGA)、関東ゴルフ連盟(KGA)]、日本ゴルフコース設計者協会(JSGCA)

## 交通アクセス
自動車利用
- 第三京浜：環八通り 玉川ICから20分
- 横浜新道・保土ヶ谷バイパス・横浜環状2号線：今井IC1km

公共交通機関利用
- JR東日本：東戸塚駅西口からクラブバス5分 / タクシー4分

## 競技開催実績
- 1965年　日本チャンピオンズトーナメント
- 1971年　関東プロゴルフ選手権
- 1972年　第1回ペプシ・トーナメント
- 1973年　第2回ペプシ・トーナメント
- 1975年　第1回サンスター日米対抗レディスプロゴルフマッチ、第1回ソニーチャリティクラシックトーナメント、第4回ペプシトーナメント[2]
- 1976年　第2回ソニーチャリティクラシックトーナメント、第2回サンスター日米対抗レディスプロゴルフマッチ
- 1977年　第1回フィリップス大橋巨泉インビテーション、第6回ペプシ・トーナメント
- 1978年　第43回日本オープンゴルフ選手権競技、アサヒ玩具・大橋巨泉インビテーション
- 1979年　第1回かながわオープン、日米女子プロ対抗パイオニアカップ、アサヒ玩具・大橋巨泉インビテーション
- 1980年　アサヒ玩具・大橋巨泉インビテーション
- 1981年　かながわオープン、味の素五木ひろしチャリティクラシック女子プロトーナメント
- 1982年　かながわオープン、味の素五木ひろしチャリティクラシック女子プロトーナメント
- 1983年　ツムラ・五木クラシック
- 1984年　かながわオープン、コカコーラグランドスラムチャンピオンシップ、ツムラ・五木クラシック
- 1985年　関東アマチュアゴルフ選手権、かながわオープン、ツムラ・五木クラシック
- 1989年　かながわオープン
- 1990年　'90よこはまオープン
- 1991年　関東オープンゴルフ選手権競技
- 1992年　ヨネックスレディースオープン
- 1993年　ヨネックスレディースオープン
- 1999年　第6回「ガン撲滅基金」ゴルフ東西対抗競技大会
- 2008年　スペシャルマッチ 石川遼 VS トレバー・イメルマン
- 2010年　スペシャルマッチ Tiger Woods VS Ryo Ishikawa –Everyone meets the dream-（タイガー・ウッズ VS 石川遼）
- 2011年　スペシャルマッチ ローリー・マキロイ × 石川遼 –New World Order-
- 2012年　第45回日本女子オープンゴルフ選手権競技
- 2018年　第83回日本オープンゴルフ選手権競技
- 2023年　横浜ミナト Championship 〜Fujiki Centennial〜
- 2025年　ベイカレントクラシック（PGAツアーフェデックスフォール大会）

## 関連文献
- 『月刊ゴルフマネジメント』、「Architect's Corner(Vol.116)21世紀ゴルフへの提言 近代ゴルフコースへの改造(横浜カントリークラブ東コース) 」佐藤謙太郎著、東京 一季出版、2012年8月1日、2022年7月20日閲覧
- 『月刊ゴルフマネジメント』、「ゴルフ倶楽部を考える(223回)横浜カントリークラブ36ホールに発展」井上勝純著、東京 一季出版、2004年11月1日、2022年7月20日閲覧
- 『月刊ゴルフマネジメント』、「ゴルフ倶楽部を考える(222回)横浜カントリークラブの創設」井上勝純著、東京 一季出版、2004年10月1日、2022年7月20日閲覧
- 『週刊ダイヤモンド』、「GOLF Part.2 Good Shot！（102）週刊ダイヤモンドが選んだ日本のベスト・コース150 第102回 第124位 横浜カントリークラブ」、西澤忠著、東京 ダイヤモンド社、2004年5月29日、2022年7月20日閲覧

## リンク
- 横浜カントリークラブ